# Шумлесь-Шляхецький
Шумлесь-Шляхецький (пол. Szumleś Szlachecki, нім. Adligschönfließ) — село в Польщі, у гміні Нова Карчма Косьцерського повіту Поморського воєводства.
Населення — 165 осіб (2011).
У 1975-1998 роках село належало до Гданського воєводства.

## Демографія
Демографічна структура станом на 31 березня 2011 року:
|          | Загалом | Допрацездатний вік | Працездатний вік | Постпрацездатний вік |
| -------- | ------- | ------------------ | ---------------- | -------------------- |
| Чоловіки | 82      | 25                 | 51               | 6                    |
| Жінки    | 83      | 21                 | 47               | 15                   |
| Разом    | 165     | 46                 | 98               | 21                   |